# Rippe

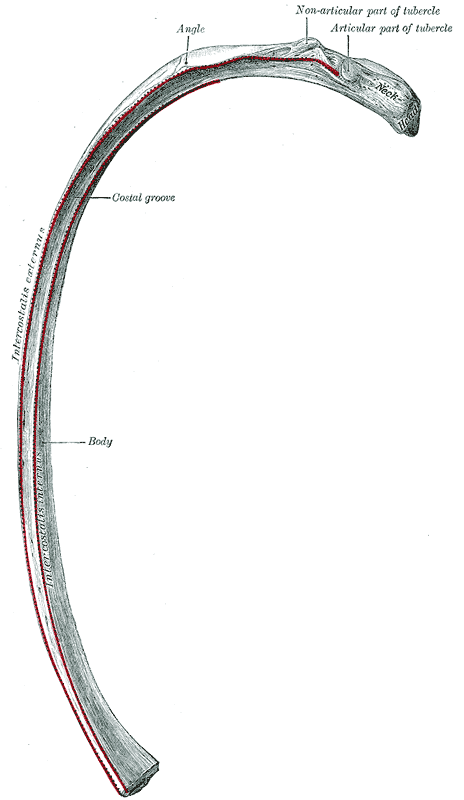
Menschliche Rippe von unten (inferior)

Rippen (lateinisch costa, Plural costae, Adjektiv costalis; altgriechisch πλευρά pleura) sind paarige, stabförmige, mehr oder weniger lange und mehr oder weniger stark gebogene Knochen des Rumpfes der Wirbeltiere. Die Rippen sind mit den Seiten der Rumpfwirbel verbunden. Brustseitig können sie direkt (echte Rippen) oder indirekt (unechte Rippen) mit einem Brustbein (Sternum) verbunden sein. Die Gesamtheit der Rippenpaare bildet den Rippenkorb. Bei Säugetieren tragen nur die vorderen (beim Skelett des Menschen oberen) Rumpfwirbel Rippen. Diese rippentragenden Wirbel werden auch Brust- oder Thoracalwirbel genannt und der Rippenkorb wird entsprechend als Brustkorb bezeichnet. Die Nummerierung erfolgt vom Kopf her, der oberste Brustwirbel trägt die 1. Rippe.

## Aufbau
Jede Rippe besteht aus einem wirbelsäulenseitigen Rippenknochen (Os costale) und bei den Säugetieren zusätzlich aus einem knorpligen Abschnitt, dem Rippenknorpel (Cartilago costalis). Der Spalt zwischen zwei aufeinander folgenden Rippen wird als Intercostalraum (ICR, Zwischenrippenraum, Spatium intercostale) bezeichnet. Dieser Raum ist durch die Musculi intercostales externi und interni ausgefüllt.
Die Rippen stehen gelenkig mit der Wirbelsäule in Verbindung. Die Köpfe der Rippen berühren dabei zwei aufeinander folgende Wirbel, beim Menschen artikulieren die 1., 11. und 12. Rippe jedoch nur mit dem jeweils gleichzahligen Brustwirbel. Die Verbindung mit den Wirbelkörpern übernimmt das Rippenköpfchen (Caput costae), dessen Gelenkfläche (Facies articularis capitis costae) bei den Rippen – beim Menschen nur die der 2. bis 10. Rippe – zweigeteilt ist. Unterhalb des Rippenköpfchens verjüngt sich die Rippe zum Rippenhals (Collum costae). Am Rippenhals befindet sich der Rippenhöcker (Tuberculum costae), der ebenfalls eine Gelenkfläche (Facies articularis tuberculi costae) trägt, die mit der Gelenkfläche (Fovea costalis processus transversi) des gleichzahligen Querfortsatzes ein Gelenk bildet.
Der sich in Richtung Brustbein anschließende Teil ist der Rippenkörper (Corpus costae). Er trägt an der kaudalen Innenseite eine Furche (Sulcus costae), in der die Interkostalnerven und -blutgefäße verlaufen. Der Rippenkörper geht in der Rippenfuge in den Rippenknorpel (Cartilago costalis) über. Letzterer ist bei den „echten Rippen“ mit dem Brustbein verbunden. Bei den „falschen Rippen“ besteht diese Verbindung nur über die Knorpel der „echten Rippen“ sechs und sieben. Die freien Rippen haben keine Verbindung zum Sternum. Durch die Abknickung zwischen Rippenkörper und Rippenknorpel entsteht ein kranial offener Winkel, das Rippenknie (Genu costae)-
Neben der Normalform der Rippen gibt es einige Normvarianten, wie beispielsweise die Gabelrippe, die in der Regel keine Beschwerden verursachen. Die häufigste Erkrankung der Rippe ist die Rippenfraktur.

## Einteilung und Anzahl

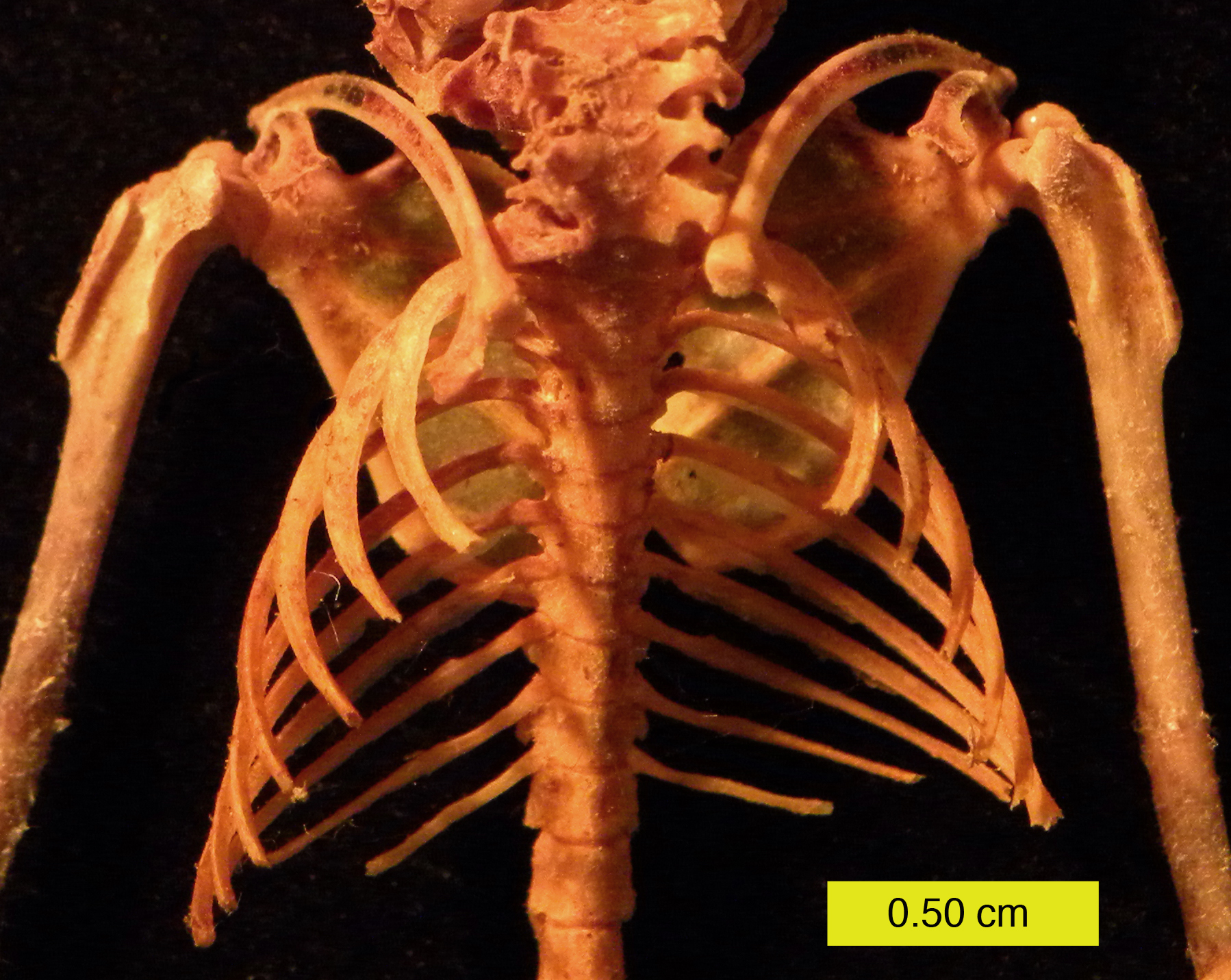
Brustkorb und Schultergürtel der Großen Braunen Fledermaus Eptesicus fuscus

Die Anzahl der Rippenpaare entspricht der artspezifischen Anzahl der Brustwirbel. Die oberen (bei Tieren vorderen) Rippen sind bei den Säugetieren über den Rippenknorpel direkt mit dem Brustbein (Sternum) verbunden. Diese bezeichnet man als sternale Rippen. Die unteren (hinteren) Rippen setzen am knorpeligen Rippenbogen (Arcus costalis) an, man nennt sie asternale Rippen. Die letzten Rippen können frei in der Bauchwand als so genannte „Fleisch-“ oder „fliehende Rippen“ (Costae fluctuantes) (beim Hund, der Katze und dem Menschen) auftreten.
Der Mensch hat im Regelfall zwölf Rippenpaare, die oberen sieben Rippen sind sternale, die achte bis zehnte asternale und die unteren beiden enden frei in der Muskulatur. Die sternalen Rippenpaare (1 bis 7) werden auch als „echte Rippen“ (Costae verae) bezeichnet, die Rippenpaare 8 bis 12 als „unechte Rippen“ (Costae spuriae). Als Varietät tritt bei etwa 8 % der Menschen am ersten Lendenwirbel beidseits eine Lumbalrippe (Costa lumbalis), bei 1 % der Menschen am siebten Halswirbel eine Halsrippe auf.
Haushund, Hauskatze, Hausrind, Hausziege und Hausschaf besitzen in der Regel 13 Rippenpaare. Das Hausschwein hat 14 bis 17 Rippenpaare, das Hauspferd 18.